# Stanisław Hiller

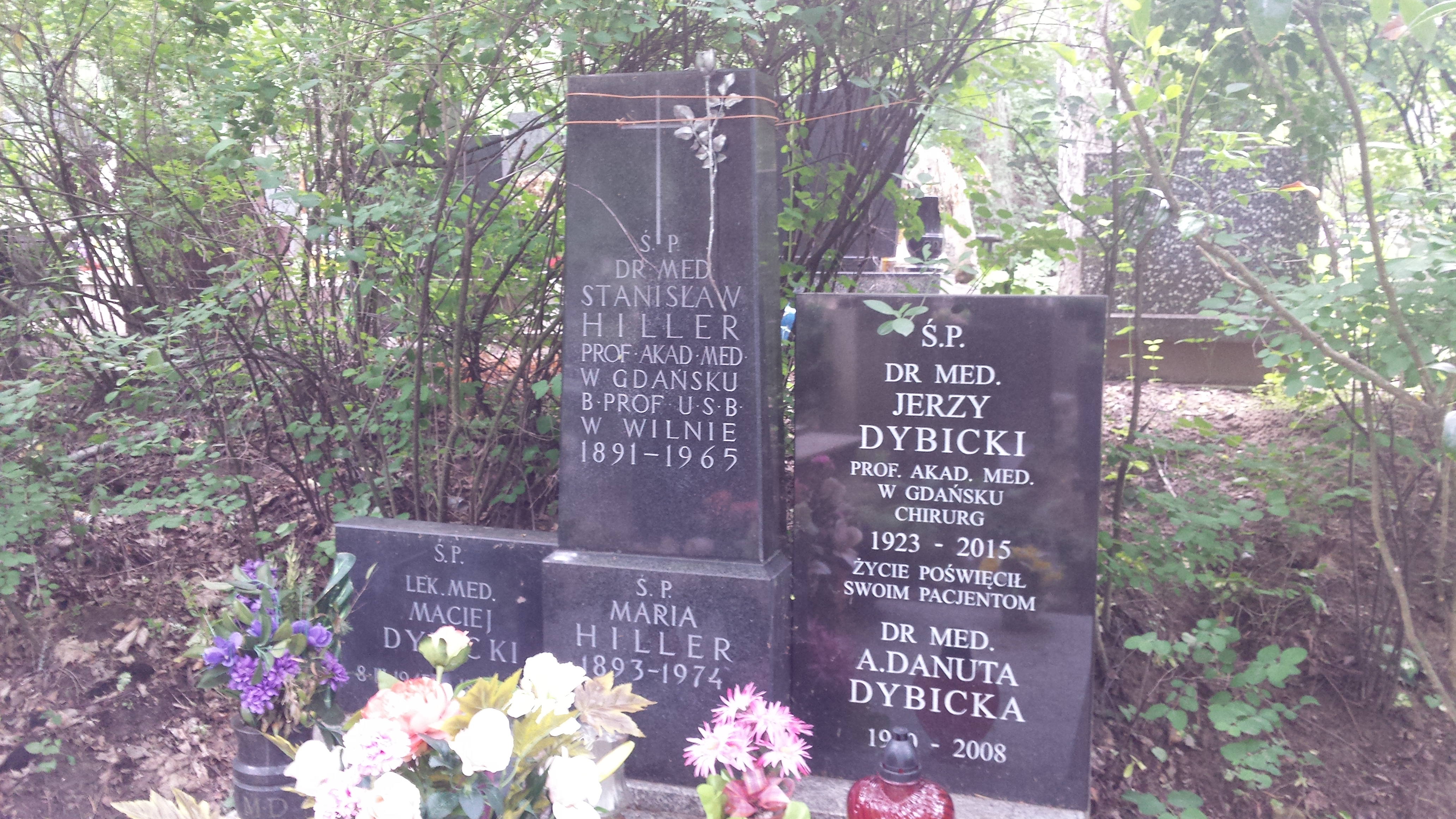
Grób profesorów Stanisława Hillera i Jerzego Dybickiego na cmentarzu Srebrzysko w Gdańsku

Stanisław Hiller (ur. 27 grudnia 1891 w Łodzi, zm. 5 lipca 1965 w Gdańsku) – polski histolog i embriolog.

## Życiorys
W 1911 zdał maturę w Gimnazjum Polskim w Łodzi. Od 1912 roku studiował na Wydziale Lekarskim Uniwersytetu Jagiellońskiego w Krakowie. Był uczniem profesora Emila Godlewskiego (młodszego). W 1914 walczył w 1 Kompanii Kadrowej Józefa Piłsudskiego. W latach 1914–1917 pełnił funkcję szefa sanitarnego 1 pułku piechoty I Brygady Legionów Polskich. W 1918 brał udział w walkach o Lwów z Ukraińcami, w szeregach 1 Dywizji Piechoty Legionów walczył w wojnie polsko-bolszewickiej.
W 1921 obronił pracę doktorską. W latach 1926–27 przebywał na stypendium Fundacji Rockefellera w Stanach Zjednoczonych. Odbywał staże w Uniwersytecie Cornella i Uniwersytecie Yale. Podczas studiów pracował w Zakładzie Fizjologii, następnie w Zakładzie Biologii i Embriologii Uniwersytetu Jagiellońskiego. W 1928 otrzymał stopień doktora habilitowanego na podstawie rozprawy Wpływ głodu na regenerację u aksolotla. W latach 1929–39 pełnił funkcję kierownika Katedry Histologii i Embriologii Uniwersytetu Stefana Batorego w Wilnie. W 1929 otrzymał tytuł profesora tytularnego, zaś w 1938 – profesora zwyczajnego. W roku akademickim 1935/1936, 1937/1938 i 1939 był dziekanem Wydziału Lekarskiego Uniwersytetu Stefana Batorego.
Podczas II wojny światowej pracował w wileńskich szpitalach i uczestniczył w tajnym nauczaniu.
W 1945 przybył do Gdańska, gdzie objął funkcję kierownika Zakładu Embriologii i Histologii Akademii Lekarskiej, w 1950 przemianowanej na Akademię Medyczną. Kierował zakładem do emerytury w 1962. W latach 1959–1962 był prorektorem Akademii Medycznej. Pełnił obowiązki kuratora Bratniej Pomocy Studentów tej uczelni. 
Był autorem 30 prac naukowych i 86 rozdziałów w podręcznikach dla studentów i lekarzy oraz artykułów o charakterze popularnonaukowym. Zajmował się m.in. procesami regeneracji tkanki mięśniowej i nerwowej bezkręgowców. Wykonał pionierskie w Polsce histochemiczne badania organogenezy u kręgowców. Przedmiotem jego zainteresowań naukowych były mszywioły.
W 1939 został członkiem korespondentem Polskiej Akademii Umiejętności. Od 1959 do 1963 był prezesem Gdańskiego Towarzystwa Naukowego. W 1963 r. otrzymał tytuł "Bene Meritus" Polskiego Towarzystwa Histochemików i Cytochemików.
Został pochowany na cmentarzu Srebrzysko w Gdańsku (rejon IX, kwatera profesorów).